# Фаррелл, Ивонн
Ивонн Фаррелл (род. 1951) — ирландский архитектор и учёный. Соучредитель Grafton Architects, получившей награду World Building of the Year [en] в 2008 году за здание Университета Боккони в Милане. Выиграла первую Международную премию RIBA в 2016 году за здание Universidad de Ingeniería y Tecnología в Лиме, Перу, и была награждена Королевской золотой медалью 2020 года. В 2017 году была назначена вместе с Шелли Макнамара куратором 16-й Венецианской биеннале архитектуры в 2018 году.Выиграла Притцкеровскую архитектурную премию в 2020 году, также вместе с Макнамарой.

## Карьера
Фаррелл изучала архитектуру в Университетском колледже Дублина, который окончила в 1974 году. В 1977 году вместе с Шелли Макнамара основала Grafton Architects в Дублине. Является членом-основателем Группы 91, которая стояла за возрождением района Темпл-Бар в Дублине в 1990-х годах.
Компания Grafton Architects представляла Ирландию на Венецианской биеннале в 2002 году и снова выставлялась там в 2008 году. Их проект Университета Боккони в Милане удостоился награды World Building of the Year в 2008 году, и получил широкое признание и огласку. В 2009 году здание Министерства финансов в центре Дублина получило награду Civic Trust Award, а также специальную награду Архитектурной ассоциации Ирландии.
Фаррелл преподавала в Университетском колледже Дублина с 1976 года и была приглашённым профессором в Академии архитектуры в Мендризио, Швейцария, с 2008 года. Она занимала кафедру Кензо Танге в Гарвардской высшей школе дизайна в 2010 году и в настоящее время преподает в EPFL в Лозанне . Она читала лекции в европейских и американских школах архитектуры, включая Осло, Стокгольм, Берлаге, Йель, Буффало, Сент-Луис, Канзас-Сити и Тампа.
Фаррелл является членом Королевского института архитекторов Ирландии, почётным членом Королевского института британских архитекторов и избранным членом Aosdána, ирландской организации искусств. Кроме того, она адъюнкт-профессор в Университетском колледже Дублина . В ноябре 2019 года Фаррелл и её партнёр по Grafton Architects, Шелли Макнамара , были удостоены почетной степени NUI Galway, а в апреле 2019 года они были удостоены почётной докторской степени Тринити-колледжа Дублина . Она и Макнамара выиграли Притцкеровскую архитектурную премию в 2020 году, став четвёртой и пятой женщинами, получившими эту премию.